# Fernand Cabrol
Pour les articles homonymes, voir Cabrol.
Fernand Cabrol (11 décembre 1855 à Marseille - 4 juin 1937 à Farnborough) est un théologien français, précurseur du mouvement de restauration liturgique (dit Mouvement liturgique) du XXe siècle. Il a été prieur et puis abbé bénédictin de l'abbaye Saint-Michel à Farnborough dans le sud de l'Angleterre, fondée par l'impératrice Eugénie en 1881, et où il vécut de 1896 à sa mort.
Dom Cabrol est connu comme fondateur du Dictionnaire d'archéologie chrétienne et de liturgie qu'il a publié avec Henri Leclercq, ainsi que pour son Monumenta ecclesiae liturgica.